# Karl Julius Jensen
Karl Julius Jensen (* 1. Januar 1888 in Kopenhagen; † 31. Oktober 1965 ebd.) war ein dänischer Mittel- und Langstreckenläufer.
Bei den Olympischen Spielen 1912 in Stockholm erreichte er im Crosslauf nicht das Ziel.
1910 und 1911 wurde er jeweils Dänischer Meister über 1500 m und 5000 m.